# ВМРО-ДПМНЕ
Унутрашња македонска револуционарна организација — Демократска партија за македонско национално јединство (мкд. Внатрешно Македонска Револуционерна Организација — Демократска Партија за Македонско Национално Единство), позната по свом акрониму ВМРО-ДПМНЕ, је политичка странка у Северној Македонији. Једна је од две највеће странке у држави, док другу чини Социјалдемократски савез Македоније.
Залаже се за хришћанску демократију, а сматра се националистичком странком. Под руководством Љупча Георгијевског, подржавала је независност Македоније од бивше Југославије и водила политику ближих односа са Бугарском. Пошто је оптужен да је пробугарски политичар, Георгијевски је изашао из странке 2003. Под вођством Николе Груевског, промовисала је ултранационалистичку политику. Због националистичких ставова, поједини критичари су је оптужили за албанофобију. За време руководства Груевског, странка се од проевропске и про-НАТО политике окренула ка русофилству, србофилији и антизападној политици. Актуелни вођа странке Христијан Мицкоски успротивио се Уговору о пријатељству који је потписан са Бугарском 2017. и тврдио да ће, ако дође на власт, ревидирати Преспански споразум потписан са Грчком 2018. Постала је главна опозициона странка која је учествовала у протестима 2022. због противљења приступању Северне Македоније Европској унији.

## Историја
Име је добила по Унутрашњој македонској револуционарној организацији, покрету за ослобођење Македоније од Османског царства из прве половине 20. века, а основана је 17. јуна 1990. за време демократских промена у тадашњој југословенској републици Македонији, те учествовала на првим изборима у јесен исте године.
ВМРО је на почетку стекао репутацију странке која окупља радикалне македонске националисте, али је упркос освајања релативно великог броја гласова остала ван власти, јер су првих година македонске независности већину у Собрању држале лево оријентисане македонске странке уз помоћ заступника албанске мањине.
Године 1995. странка је одлучила променити своју платформу од радикално националистичке према умерено десној, односно демохришћанској. Године 1998. је након избора успела да дође на власт, а године 1999. је њен кандидат Борис Трајковски изабран за председника уз помоћ гласова албанске мањине. Године 2002. је поражена на изборима, те је власт поновно преузела левица, али је 2006. освојила највећи број места у Собрању.

## Резултати на изборима
| Година | Вођа               | Гласови    | Гласови | %      | Мандати  | +/– | Бр. | Статус           |
| ------ | ------------------ | ---------- | ------- | ------ | -------- | --- | --- | ---------------- |
| 1990.  | Љупчо Георгијевски | први кург  | 154.101 | 14,3%  | 38 / 120 | 38  | 1.  | опозиција        |
| 1990.  | Љупчо Георгијевски | други круг | 238.367 | 29,9%  | 38 / 120 | 38  | 1.  | опозиција        |
| 1994.  | Љупчо Георгијевски | први круг  | 141.946 | 14,3%  | 0 / 120  | 38  |     | ванпарламентарна |
| 1994.  | Љупчо Георгијевски | други круг | бојкот  | бојкот | 0 / 120  | 38  |     | ванпарламентарна |
| 1998.  | Љупчо Георгијевски | први круг  | 312.669 | 28,1%  | 49 / 120 | 49  | 1.  | влада            |
| 1998.  | Љупчо Георгијевски | други круг | 381.196 | 49%    | 49 / 120 | 49  | 1.  | влада            |
| 2002.  | Љупчо Георгијевски | 298.404    | 298.404 | 25%    | 33 / 120 | 16  | 2.  | опозиција        |
| 2006.  | Никола Груевски    | 303.543    | 303.543 | 32,5%  | 45 / 120 | 12  | 1.  | влада            |
| 2008.  | Никола Груевски    | 481.501    | 481.501 | 48,48% | 63 / 120 | 18  | 1.  | влада            |
| 2011.  | Никола Груевски    | 438.138    | 438.138 | 39,98% | 56 / 123 | 7   | 1.  | влада            |
| 2014,  | Никола Груевски    | 481.615    | 481.615 | 42,98% | 61 / 123 | 5   | 1.  | влада            |
| 2016.  | Никола Груевски    | 454.519    | 454.519 | 38,14% | 51 / 120 | 10  | 1.  | опозиција        |
| 2020.  | Христијан Мицкоски | 315.344    | 315.344 | 34,57% | 44 / 120 | 7   | 2.  | опозиција        |
| 2024.  | Христијан Мицкоски | 436.036    | 436.036 | 44,58% | 58 / 120 | 14  | 1.  | влада            |